# Ecuador op de Olympische Zomerspelen 1968
Ecuador nam deel aan de Olympische Zomerspelen 1968 in Mexico-Stad, Mexico. Voor het eerst sinds 44 jaar nam het land weer deel aan de Spelen. Er werd geen medaille gewonnen.

## Deelnemers en resultaten

### Atletiek
| Olympiër          | Discipline   | Resultaat | Prestatie |
| ----------------- | ------------ | --------- | --------- |
| Gustavo Gutiérrez | marathon (m) | 53e       | 3:03.07   |

### Boksen
| Olympiër         | Discipline  | Resultaat | Prestatie                                              |
| ---------------- | ----------- | --------- | ------------------------------------------------------ |
| Rafael Anchundia | -54kg (m)   | 17e       | 1ste ronde: vrij 2de ronde: V van URS Sokolov: 2-3     |
| Samuel Valencia  | -63,5kg (m) | 17e       | 1ste ronde: vrij 2de ronde: V van YUG Veselinović: 2-3 |

### Turnen
| Olympiër       | Discipline               | Resultaat | Prestatie    |
| -------------- | ------------------------ | --------- | ------------ |
| Sergio Luna    | meerkamp individueel (m) | 110e      | 93,30 punten |
| Eduardo Najera | meerkamp individueel (m) | 114e      | 70,05 punten |
| Pedro Rendón   | meerkamp individueel (m) | 113e      | 70,80 punten |

### Wielersport
| Olympiër                                            | Discipline         | Resultaat | Prestatie      |
| Weg                                                 | Weg                | Weg       | Weg            |
| --------------------------------------------------- | ------------------ | --------- | -------------- |
| Noe Medina                                          | wegwedstrijd (m)   | DNF       | niet gefinisht |
| Víctor Morales                                      | wegwedstrijd (m)   | DNF       | niet gefinisht |
| Arnufo Pozo                                         | wegwedstrijd (m)   | DNF       | niet gefinisht |
| Hipólito Pozo                                       | wegwedstrijd (m)   | DNF       | niet gefinisht |
| Noe Medina Víctor Morales Arnufo Pozo Hipólito Pozo | ploegentijdrit (m) | 22e       | 2:25.15,26     |

### Worstelen
| Olympiër     | Discipline  | Resultaat   | Prestatie                                                           |
| Vrije stijl  | Vrije stijl | Vrije stijl | Vrije stijl                                                         |
| ------------ | ----------- | ----------- | ------------------------------------------------------------------- |
| César Solari | -52kg (m)   | 21e         | 1ste ronde: V van GRE Triantafyllidis 2de ronde: V van IRI Ghorbani |
| Marco Terán  | -57kg (m)   | 21e         | 1ste ronde: V van JPN Uetake 2de ronde: V van POL Żedzicki          |

### Zwemmen
| Olympiër          | Discipline           | Resultaat | Prestatie              |
| ----------------- | -------------------- | --------- | ---------------------- |
| Fernando González | 100m vrije slag (m)  | 51e       | serie 3: 7de in 58,3   |
| Fernando González | 200m vrije slag (m)  | 36e       | serie 6: 5de in 2.07,3 |
| Fernando González | 400m vrije slag (m)  | 25e       | serie 4: 4de in 4.35,3 |
| Eduardo Orejuela  | 100m vlinderslag (m) | 26e       | serie 7: 4de in 1.00,9 |
| Eduardo Orejuela  | 200m vlinderslag (m) | 26e       | serie 2: 5de in 2.23,4 |
|                   |                      |           |                        |
| Tamara Orejuela   | 100m schoolslag (v)  | 30e       | serie 2: 6de in 1.26,8 |
| Tamara Orejuela   | 200m schoolslag (v)  | 29e       | serie 1: 5de in 3.08,5 |

Afghanistan · Algerije · Amerikaanse Maagdeneilanden · Argentinië · Australië · Bahama's · Barbados · België · Bermuda · Birma · Bolivia · Bondsrepubliek Duitsland · Brazilië · Brits-Honduras · Bulgarije · Canada · Centraal-Afrikaanse Republiek · Ceylon · Chili · Colombia · Congo-Kinshasa · Costa Rica · Cuba · Denemarken · Dominicaanse Republiek · Duitse Democratische Republiek · Ecuador · El Salvador · Ethiopië · Fiji · Filipijnen · Finland · Frankrijk · Ghana · Griekenland · Groot-Brittannië · Guatemala · Guinee · Guyana · Honduras · Hongarije · Hongkong · Ierland · IJsland · India · Indonesië · Irak · Iran · Israël · Italië · Ivoorkust · Jamaica · Japan · Joegoslavië · Kameroen · Kenia · Koeweit · Libanon · Libië · Liechtenstein · Luxemburg · Madagaskar · Maleisië · Mali · Malta · Marokko · Mexico · Monaco · Mongolië · Nederland · Nederlandse Antillen · Nicaragua · Nieuw-Zeeland · Niger · Nigeria · Noorwegen · Oeganda · Oostenrijk · Pakistan · Panama · Paraguay · Peru · Polen · Portugal · Puerto Rico · Roemenië · San Marino · Senegal · Sierra Leone · Singapore · Soedan · Sovjet-Unie · Spanje · Suriname · Syrië · Taiwan · Tanzania · Thailand · Trinidad en Tobago · Tunesië · Turkije · Tsjaad · Tsjecho-Slowakije · Uruguay · Venezuela · Verenigde Arabische Republiek · Verenigde Staten · Vietnam · Zambia · Zuid-Korea · Zweden · Zwitserland